# Belectric
Die Belectric (Eigenschreibweise BELECTRIC) mit Sitz in Kolitzheim, dem Hauptort der gleichnamigen Gemeinde im Landkreis Schweinfurt, ist ein deutsches Solarenergieunternehmen. Es ist in der Entwicklung, im Bau und im Betrieb von Solarkraftwerken tätig.
Zur Unternehmensgruppe gehören neben der Belectric Tochterunternehmen in Israel, Frankreich, dem Vereinigten Königreich und Italien. Im Jahr 2020 erwirtschafteten sie gemeinsam einen Umsatz von mehr als 75 Millionen Euro.

## Geschichte
Die Belectric wurde im Jahr 2001 gegründet. Ziel der Gründer war es, Solarstrom wirtschaftlich zu gestalten. Dieser Herausforderung widmete sich Bernhard Beck, Gründer der Beck Energy GmbH, gemeinsam mit den Gesellschaften S&F Umwelttechnik GmbH und Blitzstrom GmbH. Ab 2011 agierten sie unter der gemeinsamen Dachmarke „Belectric“. Eine Übernahme durch RWE wurde im Sommer 2016 angekündigt und zum 1. Januar 2017 vollzogen. Seit Dezember 2021 ist Belectric Mitglied der Elevion Gruppe.
Als erster EPC-Dienstleister weltweit erreichte Belectric den Meilenstein von einem Gigawatt installierter Leistung. Bis heute hat das Unternehmen weltweit über 480 PV-Systeme mit mehr als 4,2 Gigawatt Leistung errichtet.

## Produkte
Belectric entwickelt und baut primär Freiflächen-Solarkraftwerke. Zum Produktportfolio des Unternehmens gehören zudem Floating PV-Anlagen sowie Hybridanlagen, die ein Solarkraftwerk mit einem Energiespeicher-System kombinieren. In Deutschland hat das Unternehmen eine eigene Projektentwicklung. Als einer der größten O&M-Dienstleister übernimmt die Belectric GmbH außerdem den Betrieb und die Wartung von PV-Anlagen mit einer Kapazität von 1,7 GW weltweit. In diesem Dienstleistungsbereich war das Unternehmen 2015 drittgrößter Anbieter.